# Ніколо Казале
Ніколо Казале (італ. Nicolò Casale, нар. 14 лютого 1998, Неграр) — італійський футболіст, захисник клубу «Лаціо». На умовах оренди грає за «Болонью».
Виступав за молодіжну збірну Італії.

## Клубна кар'єра
Народився 14 лютого 1998 року в місті Неграр. Вихованець футбольної школи клубу «Верона».
У дорослому футболі дебютував 2017 року виступами на правах оренди за друголігову «Перуджу», в якій провів півроку, після чого також як орендований гравець грав за третьолігові «Прато» та «Зюйдтіроль».
Згодом протягом 2019–2021 років знову виступав на рівні Серії B, захищаючи кольори «Венеції» та «Емполі».
Влітку 2021 року повернувся до «Верони», у складі якої нарешті дебютував в Серії A в сезоні 2021/22, відразу ставши одним з основних центральних захисників рідної команди.
Після успішного дебютного сезону у найвищому дивізіоні 8 липня 2022 року перебрався до столичного «Лаціо», якому трансфер гравця обійшовся у 7 мільйонів євро.

## Виступи за збірні
2016 року дебютував у складі юнацької збірної Італії (U-19), загалом на юнацькому рівні взяв участь у двох іграх.
Протягом 2019–2020 років провив два матчі і за молодіжну збірну Італії.

## Статистика виступів

### Статистика клубних виступів
Станом на 11 вересня 2022
| Сезон             | Команда           | Чемпіонат         | Чемпіонат | Чемпіонат | Національний кубок | Національний кубок | Національний кубок | Континентальні кубки | Континентальні кубки | Континентальні кубки | Інші змагання | Інші змагання | Інші змагання | Усього | Усього | Усього |
| Сезон             | Команда           | Ліга              | Ігор      | Голів     | Ліга               | Ігор               | Голів              | Ліга                 | Ігор                 | Голів                | Ліга          | Ігор          | Голів         | Ігор   | Голів  |        |
| ----------------- | ----------------- | ----------------- | --------- | --------- | ------------------ | ------------------ | ------------------ | -------------------- | -------------------- | -------------------- | ------------- | ------------- | ------------- | ------ | ------ | ------ |
| 2017-січ. 2018    | «Перуджа»         | B                 | 1         | 0         | КІ                 | 1                  | 0                  |                      | -                    | -                    |               | -             | -             | 2      | 0      |        |
| січ.-черв. 2018   | «Прато»           | C                 | 15        | 0         | КІ+КІ-C            | 0                  | 0                  |                      | -                    | -                    |               | -             | -             | 15     | 0      |        |
| 2018–19           | «Зюйдтіроль»      | C                 | 34        | 0         | КІ+КІ-C            | 4+1                | 0                  |                      | -                    | -                    |               | -             | -             | 39     | 0      |        |
| 2019–20           | «Венеція»         | B                 | 20        | 0         | КІ                 | 0                  | 0                  |                      | -                    | -                    |               | -             | -             | 20     | 0      |        |
| 2020–21           | «Емполі»          | B                 | 24        | 1         | КІ                 | 2                  | 0                  |                      | -                    | -                    |               | -             | -             | 25     | 1      |        |
| 2021–22           | «Верона»          | A                 | 36        | 0         | КІ                 | 1                  | 0                  |                      | -                    | -                    |               | -             | -             | 37     | 0      |        |
| 2022–23           | «Лаціо»           | A                 | 1         | 0         | КІ                 | 0                  | 0                  | ЛЄ                   | 0                    | 0                    | -             | -             | -             | 1      | 0      |        |
| Усього за кар'єру | Усього за кар'єру | Усього за кар'єру | 131       | 1         |                    | 8+1                | 0                  |                      | -                    | -                    |               | -             | -             | 140    | 1      |        |